# Morning Coffee
Singles de Morning Musume
Ai no Tane
(3 novembre 1997) Summer Night Town
(27 mai 1998)
Morning Coffee (モーニングコーヒー, « Café du matin ») est le premier single "major" du groupe de J-pop Morning Musume, sorti en 1998 (puis ré-édité en 2005). Une nouvelle version de la chanson (« 20th Anniversary Ver. ») sort en 2018, interprétée  par « Morning Musume 20th ».

## Présentation
Le single sort d'abord au format mini-CD (8 cm) le 28 janvier 1998 au Japon sur le label zetima. Il est produit par Tsunku, qui a écrit et composé la chanson-titre. Il atteint la 6e place du classement des ventes de l'Oricon, et reste classé pendant huit semaines, pour un total de 200 790 exemplaires vendus durant cette période.
C'est le seul single régulier enregistré par la formation originale du groupe à cinq membres, en exceptant donc le précédent single "indépendant" Ai no Tane sorti trois mois auparavant pour lancer le groupe, et dont la chanson-titre écrite par Kenzō Saeki et composée par Tetsutarō Sakurai figure à nouveau en "face B" de ce single.
Les deux titres du single figureront sur le premier album du groupe, First Time, qui sort en juillet suivant. La chanson-titre Morning Coffee sera reprise le même mois de juillet par le groupe affilié Country Musume en "face B" de son premier single Futari no Hokkaidō, dans une version remaniée sous le titre Morning Gyūnyū. Elle sera également reprise dans de nouvelles versions par Morning Musume en 2002 en "face B" de son single Sōda! We're Alive, sous le titre Morning Coffee (2002 Version), ainsi que par Dream Morning Musume en 2011 sur son album Dreams 1, sous le titre Morning Coffee (2011 Dreams Ver.). Elle est aussi ré-adaptée en 2010 pour une publicité, sous le nouveau titre Afternoon Coffee (アフタヌーンコーヒー), interprétée par d'anciennes membres du groupe sous le nom Afternoon Musume, version qui figurera aussi sur l'album Dreams 1.
Le single Morning Coffee est ré-édité fin 2004 au format maxi-CD (12 cm) avec une version supplémentaire inédite de la chanson-titre, pour faire partie du coffret Early Single Box contenant les ré-éditions des huit premiers singles du groupe. Ces huit singles au format 12 cm sont ensuite re-sortis à l'unité le 2 mars 2005.

## Formation
Membres du groupe créditées sur le single :
- 1re génération : Yuko Nakazawa, Aya Ishiguro, Kaori Iida, Natsumi Abe, Asuka Fukuda

## Liste des titres
Edition 8 cm de 1998
1. Morning Coffee (モーニングコーヒー?) – 4:32
2. Ai no Tane (愛の種?) – 4:11
3. Morning Coffee (Instrumental) (モーニングコーヒー...?) – 4:32

Edition 12 cm de 2005
1. Morning Coffee (モーニングコーヒー?) - 4:33
2. Ai no Tane (愛の種?) - 4:12
3. Morning Coffee (Instrumental) (モーニングコーヒー...?) - 4:33
4. Morning Coffee (Unreleased B♭ Version) (モーニングコーヒー...?) - 4:29

## 20th Anniversary Ver.
Morning Coffee (20th Anniversary Ver.) (モーニングコーヒー...) est une nouvelle version de la deuxième chanson de Morning Musume Morning Coffee. Elle sort le 28 janvier 2018 en format numérique, de même que sa version instrumentale, vingt ans après la sortie de la version originale, afin de célébrer la vingtième année du groupe.
Elle est interprétée par « Morning Musume 20th », formation temporaire regroupant ponctuellement les cinq premières membres de Morning Musume (interprètes de l'originale, âgées de 33 à 44 ans en 2018) et les treize membres de « Morning Musume. '18 » (actuelles membres de Morning Musume en 2018), qui avait déjà interprété la précédente reprise Ai no Tane (20th Anniversary Ver.) trois mois auparavant. 
Cette version figurera sur l'album de Morning Musume 20th Hatachi no Morning Musume qui sortira un mois plus tard en février.
Morning Musume 20th :
- « 1re génération » : Yuko Nakazawa, Aya Ishiguro, Kaori Iida, Natsumi Abe, Asuka Fukuda
- Morning Musume '18 : Mizuki Fukumura, Erina Ikuta, Haruna Iikubo, Ayumi Ishida, Masaki Satō, Sakura Oda, Haruna Ogata, Miki Nonaka, Maria Makino, Akane Haga, Kaede Kaga, Reina Yokoyama,  Chisaki Morito

| 1. | Morning Coffee (20th Anniversary Ver.) (愛の種 ...) | 4:10 |
| 1. | Morning Coffee (20th etc.) (Instrumental)           | 4:09 |